# Elezioni comunali in Basilicata del 2012
Le elezioni comunali in Basilicata del 2012 si sono tenute il 6 e 7 maggio (con ballottaggio il 20 e 21 maggio).

## Matera

### Policoro
| Candidati                     | Candidati              | II turno             | II turno            | I turno | I turno | Liste                     | Voti   | %     | Seggi |
| Candidati                     | Candidati              | Voti                 | %                   | Voti    | %       | Liste                     | Voti   | %     | Seggi |
| ----------------------------- | ---------------------- | -------------------- | ------------------- | ------- | ------- | ------------------------- | ------ | ----- | ----- |
|                               | Rocco Leone ✔️ Sindaco | 4 712                | 52,39               | 3 185   | 29,94   | Trenta                    | 938    | 9,07  | 4     |
| Il Popolo della Libertà       | Rocco Leone ✔️ Sindaco | 4 712                | 52,39               | 3 185   | 29,94   | 937                       | 9,06   | 3     |       |
| Impegno Comune                | Rocco Leone ✔️ Sindaco | 4 712                | 52,39               | 3 185   | 29,94   | 804                       | 7,77   | 3     |       |
|                               | Gianluca Marrese       | 4 282                | 47,61               | 3 582   | 33,67   | Partito Democratico       | 1 549  | 14,98 | 2     |
| Italia dei Valori             | Gianluca Marrese       | 4 282                | 47,61               | 3 582   | 33,67   | 993                       | 9,60   | 1     |       |
| Policoro Democratica          | Gianluca Marrese       | 4 282                | 47,61               | 3 582   | 33,67   | 777                       | 7,51   | 1     |       |
| Unione di Centro              | Gianluca Marrese       | 4 282                | 47,61               | 3 582   | 33,67   | 651                       | 6,30   | –     |       |
| Alternativa è Futuro          | Gianluca Marrese       | 4 282                | 47,61               | 3 582   | 33,67   | 628                       | 6,07   | –     |       |
| Seggio di coalizione          | Seggio di coalizione   | Seggio di coalizione | 47,61               | 3 582   | 33,67   | 1                         |        |       |       |
|                               | Gianni Di Pierri       | Gianni Di Pierri     | Gianni Di Pierri    | 1 958   | 18,40   | Policoro Futura           | 617    | 5,97  | –     |
| Policoro Viva                 | Gianni Di Pierri       | Gianni Di Pierri     | Gianni Di Pierri    | 1 958   | 18,40   | 417                       | 4,03   | –     |       |
| Alleanza per l'Italia         | Gianni Di Pierri       | Gianni Di Pierri     | Gianni Di Pierri    | 1 958   | 18,40   | 409                       | 3,96   | –     |       |
| Futuro e Libertà per l'Italia | Gianni Di Pierri       | Gianni Di Pierri     | Gianni Di Pierri    | 1 958   | 18,40   | 127                       | 1,23   | –     |       |
| Seggio di coalizione          | Seggio di coalizione   | Seggio di coalizione | Gianni Di Pierri    | 1 958   | 18,40   | 1                         |        |       |       |
|                               | Filippo Vinci          | Filippo Vinci        | Filippo Vinci       | 902     | 8,48    | Casa dei Moderati         | 339    | 3,28  | –     |
| Vinci per Policoro            | Filippo Vinci          | Filippo Vinci        | Filippo Vinci       | 902     | 8,48    | 187                       | 1,81   | –     |       |
| Nuova Heraclea                | Filippo Vinci          | Filippo Vinci        | Filippo Vinci       | 902     | 8,48    | 170                       | 1,64   | –     |       |
|                               | Ottavio Frammartino    | Ottavio Frammartino  | Ottavio Frammartino | 734     | 6,90    | Policoro è Tua            | 450    | 4,35  | –     |
|                               | Giuseppe di Matteo     | Giuseppe di Matteo   | Giuseppe di Matteo  | 278     | 2,61    | Lista Stella per Policoro | 348    | 3,37  | –     |
| Totale                        | Totale                 | 8 994                | 100                 | 10 639  | 100     |                           | 10 341 | 100   | 16    |
|                               |                        |                      |                     |         |         |                           |        |       |       |
| Fonte: Ministero dell'interno |                        |                      |                     |         |         |                           |        |       |       |